# Enrico Guazzoni

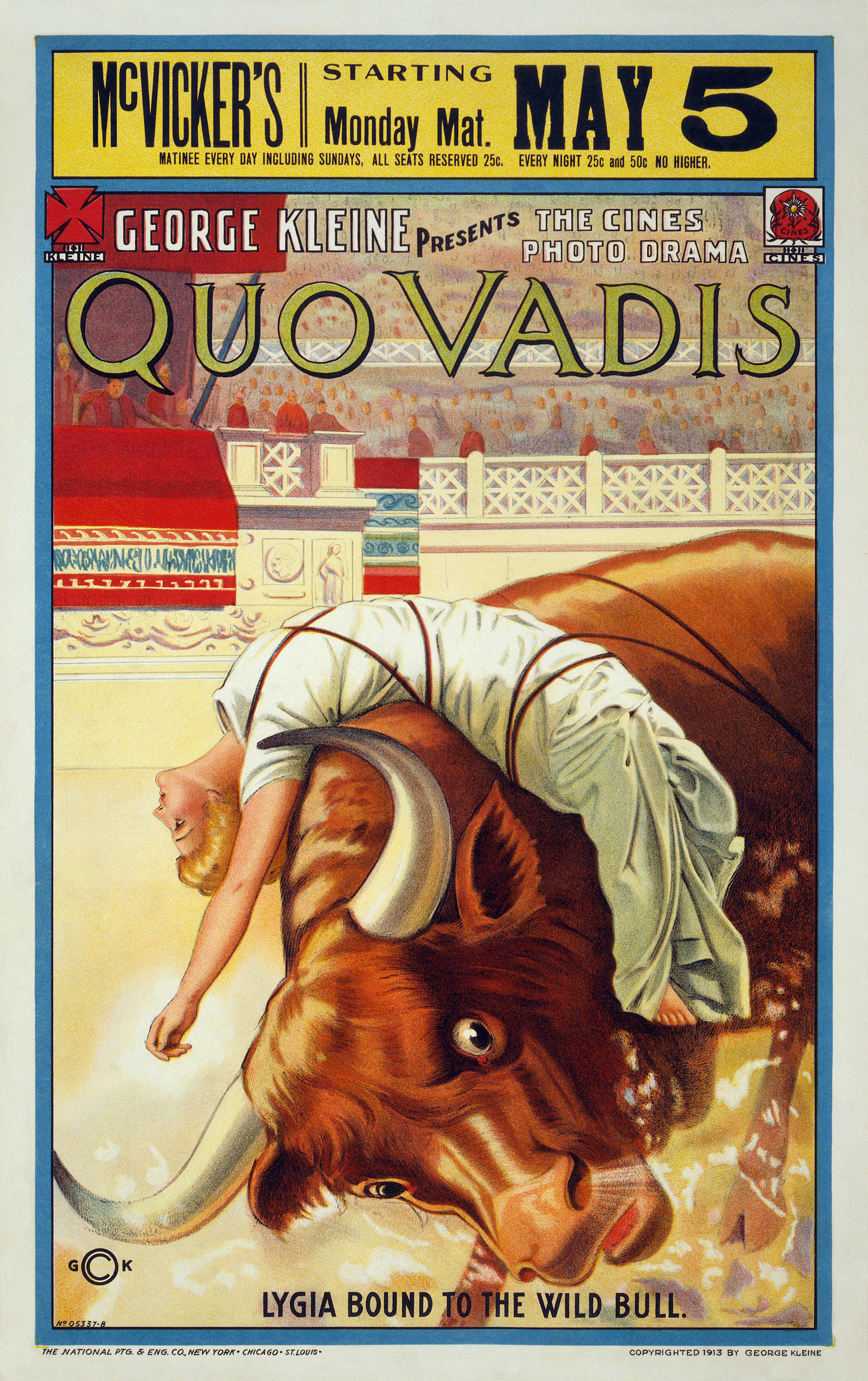
Affiche de Quo vadis? (1913)

Enrico Guazzoni, né et mort à Rome (18 décembre 1876 - 23 septembre 1949), est un réalisateur, décorateur-scénographe pour le cinéma, et éditeur italien de la période du muet.

## Biographie
Après avoir étudié la peinture à l'institut des beaux-arts (Istituto di Belle Arti) à Rome, sa ville natale, Enrico Guazzoni entama sa carrière cinématographique comme affichiste et décorateur pour rejoindre ensuite la Cines, la plus importante maison de production de l'époque, en 1907. Son premier film comme réalisateur remonte à cette année et s'intitule Un invito a pranzo (une invitation à déjeuner). Bientôt il se consacre à ce qui sera son genre favori, le film historique, signant deux versions de La Gerusalemme liberata (La Jérusalem libérée) et de Messalina. Il utilisa aussi son atelier de peinture pour réaliser les scénographies et les costumes.

## L'imprimerie
En 1914 Enrico Guazzoni ouvre à Rome son imprimerie sous la raison sociale « Stabilimento Litografico Enrico Guazzoni », située à la via Chieti, à proximité de la Porta San Giovanni. Il y conduit son activité d'affichiste, crée un centre pour la publication des œuvres des meilleurs peintres de l'époque et s'engage surtout dans la réalisation de manifestes pour le cinéma. Parmi ses collaborateurs : Tito Corbella, Anselmo Ballester, Duilio Cambellotti et Luigi Martinati.

## Filmographie partielle

### Comme réalisateur
- 1907 : Un invito a pranzo
- 1909 : Fiore selvatico
- 1909 : Concours hippique à Rome en présence de S.M. le roi d'Italie (documentaire)
- 1909 : La Nouvelle Maman (La nuova mammina)
- 1910 : Faust
- 1911 : Agrippine
- 1911 : La Jérusalem délivrée
- 1911 : Il poverello di Assisi
- 1911 : Bruto
- 1911 : L'Épouse du Nil (La sposa del Nilo)
- 1911 : Ali Baba
- 1912 : Le Pays qui fermente (Nella terra che divampa)
- 1912 : La Rose de Thèbes (La rosa di Tebe)
- 1913 : Quo vadis?
- 1913 : Marc-Antoine et Cléopâtre (Marcantonio e Cleopatra)
- 1913 : Sa belle-sœur (Sua cognata)
- 1913 : La Jérusalem délivrée  (La Gerusalemme liberata)
- 1913 : Le Repentir d'une mère (Il lettino vuoto)
- 1913 : Une tragédie au cinéma en carnaval (Una tragedia al cinematografo)
- 1914 : Scuola d'eroi
- 1914 : L'Enquête (L'istruttoria)
- 1914 : Gaio Giulio Cesare (Jules César)
- 1914 : Immolazione
- 1914 : Miseria e nobiltà
- 1915 : Alma mater
- 1915 : La morta del lago
- 1916 : Madame Tallien
- 1917 : Ivan le Terrible (Ivan, il terribile)
- 1918 : La Jérusalem délivrée (La Gerusalemme liberata)[2]
- 1918 : Fabiola
- 1920 : Le Sac de Rome (Il sacco di Roma)[3]
- 1924 : Messaline
- 1929 : La sperduta di Allah
- 1929 : La Fille du désert (Miryam)
- 1932 : Il dono del mattino
- 1934 : La signora Paradiso
- 1935 : Il re Burlone
- 1936 : Re di denari
- 1936 : Les Deux Sergents (I due sergenti)
- 1936 : Ho perduto mio marito
- 1937 : Il dottor Antonio
- 1938 : Il suo destino
- 1939 : Ho visto brillare le stelle
- 1940 : Antonio Meucci
- 1940 : La Fille du corsaire (La figlia del corsaro verde)
- 1941 : Les Pirates de la Malaisie (I pirati della Malesia)
- 1942 : Oro nero
- 1942 : Le Lion de Damas (Il leone di Damasco)[4]
- 1944 : La fornarina